# پیتر کیپپکس
پیتر کیپپکس (انگلیسی: Peter Kippax؛ ۱۷ ژوئیه ۱۹۲۲ – ۲۱ سپتامبر ۱۹۸۷ (aged 65)) بازیکن فوتبال اهل بریتانیا بود.
از باشگاه‌هایی که در آن بازی کرده‌است می‌توان به باشگاه فوتبال برنلی، باشگاه فوتبال لیورپول، و تیم ملی فوتبال پادشاهی متحد اشاره کرد.